# Dingosa simsoni
Dingosa simsoni là một loài nhện trong họ Lycosidae.
Loài này thuộc chi Dingosa. Dingosa simsoni được Eugène Simon miêu tả năm 1898.